# St. Michael (Binswangen)

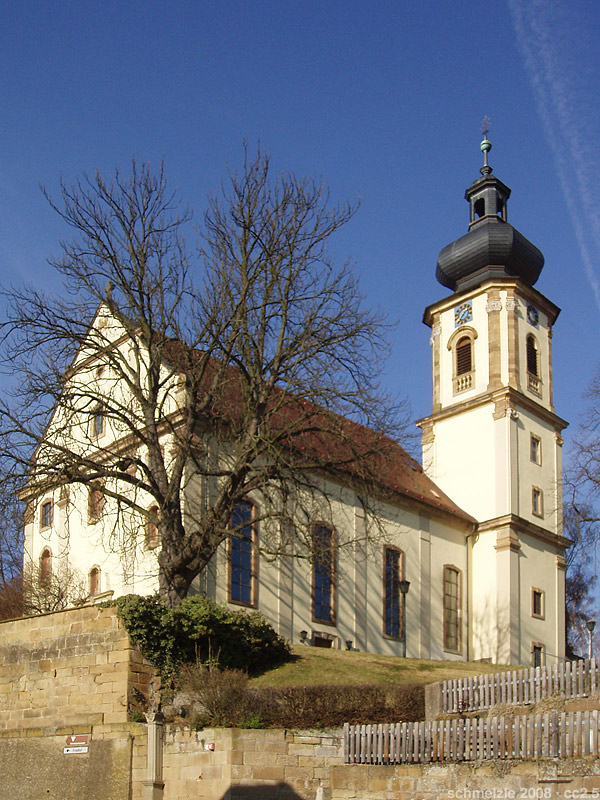
Pfarrkirche St. Michael in Erlenbach-Binswangen

Die Pfarrkirche St. Michael in Binswangen, einem Ortsteil von Erlenbach im Landkreis Heilbronn in Baden-Württemberg, ist eine 1788 erbaute katholische Kirche. Das barocke Gebäude wurde 1978 bis 1986 umfassend renoviert.

## Geschichte

### Vorgängerbauwerk
Wo heute St. Michael auf einer Terrasse am Nordrand des Ortes Binswangen steht, gab es bereits seit dem Mittelalter eine Kirche, die 1312 erwähnt und auf einem Binswanger Ortsbild von 1578 dargestellt ist. Auf einigen Plänen für die heutige Kirche sind die Abmessungen des Vorgängerbaus eingezeichnet, so dass dessen Bauform genau bekannt ist. Es war ein nach Osten ausgerichteter gotischer Längsbau mit Turm, der insgesamt 21,60 Meter lang und 6,75 Meter breit war.
Der Neubau der Michaelskirche geht auf den Deutschen Orden zurück, zu dessen Gebiet Binswangen zählte und der im 18. Jahrhundert eine rege Bautätigkeit entwickelte, in deren Zuge zahlreiche Kirchen im Heilbronner Raum erneuert wurden, u. a. in Neckarsulm, Kochertürn, Duttenberg und Dahenfeld. Die Martinskirche im benachbarten Erlenbach wurde durch den Neckarsulmer Baumeister Georg Philipp Wenger 1755 erneuert. 1763 wurde das Binswanger Pfarrhaus erbaut.
Wenger erbaute dann 1768 in Binswangen an der südlichen Gemeindegrenze die heute ebenfalls noch bestehende St.-Wolfgangs-Kapelle. Warum in dem damals 80 Bürger zählenden Ort Binswangen mit der Wolfgangskapelle ein weiteres Kirchengebäude erstellt wurde, ist unbekannt. Möglicherweise sollte es als Ausweich-Gottesdienstraum während eines absehbar langen Neubaus der Michaelskirche dienen.
Für den Neubau der Michaelskirche holte die Hoch- und Deutschmeisterliche Hofkammer in Mergentheim drei Entwürfe ein, diese erstellten der Ödheimer Baumeister Johann Hornstein, der Mergentheimer Baumeister Jakob Hallischek und der Neckarsulmer Baumeister Johann Michael Keller der Jüngere. Zum Zuge kam letztlich Keller, Sohn des Baumeisters Johann Michael Keller des Älteren und Schwiegersohn des Baumeisters Wenger.

### Kirchengebäude von 1788

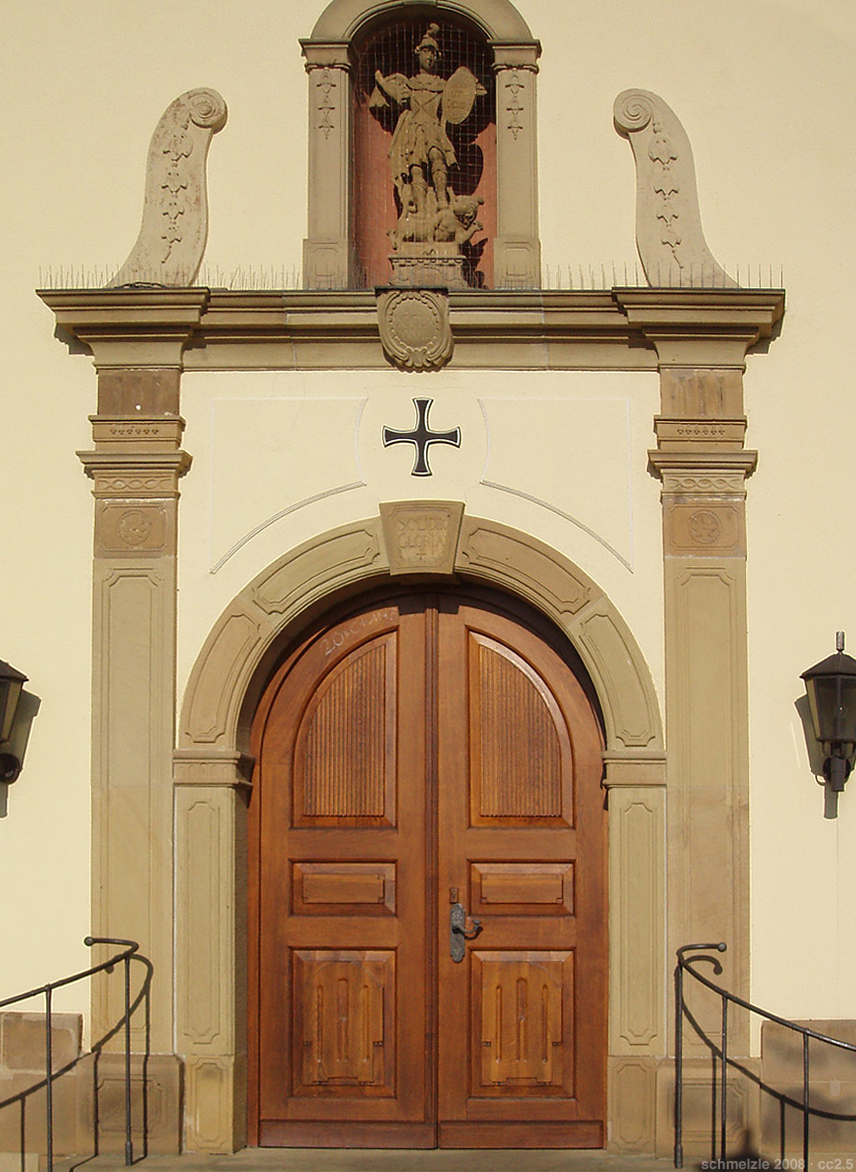
Südfassade, Hauptportal

Die ursprünglichen Planungen von 1776 sahen vor, den Neubau der Kirche wie den Altbau nach Osten auszurichten. Vermutlich wegen der topographischen Gegebenheiten wurden die Planungen dann aber geändert und die Kirche wurde in Nord-Süd-Richtung erbaut, wodurch auf dem vorhandenen Baugrund ein harmonisch proportionierter Baukörper verwirklicht werden konnte. In die Bauausführung Kellers im damals vorherrschenden Stil des bereits klassizistisch geprägten Barocks sind auch Details der Konkurrenzentwürfe eingeflossen, wie Deckenspiegel, Kassetten, Stuckdekor und anderes aus den Entwürfen Hallischeks.
Die Michaelskirche ist zwar am Portal auf 1788 datiert, sie wurde jedoch erst am 10. September 1818 geweiht. Die Gründe für die langen 30 Jahre zwischen Bau und Weihe sind weitgehend unbekannt. Untersuchungen haben insgesamt acht verschiedene historische Farbfassungen der Wände zu Tage gebracht, zum Zeitpunkt der Weihe 1818 war vermutlich schon die dritte Fassung aufgetragen worden.
Die Michaelskirche ist ein einschiffiger Kirchenbau mit runder Apsis im Norden. Die Breite des Langhauses beträgt 13,60 Meter, die Gesamtlänge 29,20 Meter. Im Südosten steht neben der Apsis der Glockenturm. Über dem mit 1788 datierten südlichen Hauptportal der Kirche befindet sich ein Deutschordenskreuz, darüber in einer Nische eine Figur des Heiligen Michaels. An der südlichen Giebelwand standen einst zwei historische Grabsteine von Ortspfarrern, jedoch wurde einer davon schon vor längerer Zeit an die Friedhofsmauer verlegt. In den Ecken und zwischen den Stichbogen-Fenstern gliedern dorische Pilaster die Außenfassade der Kirche. Der dreistöckige Turm hat dorische, ionische und korinthische Pilaster, außerdem kräftige Gesimse. Im Turm hingen ursprünglich zwei alte Glocken des Vorgängerbauwerks (die größere erneuert 1698, die kleinere von 1667), im Jahr 1826 kam noch eine kleine neu hinzu. Im Turmfuß befand sich die Sakristei.

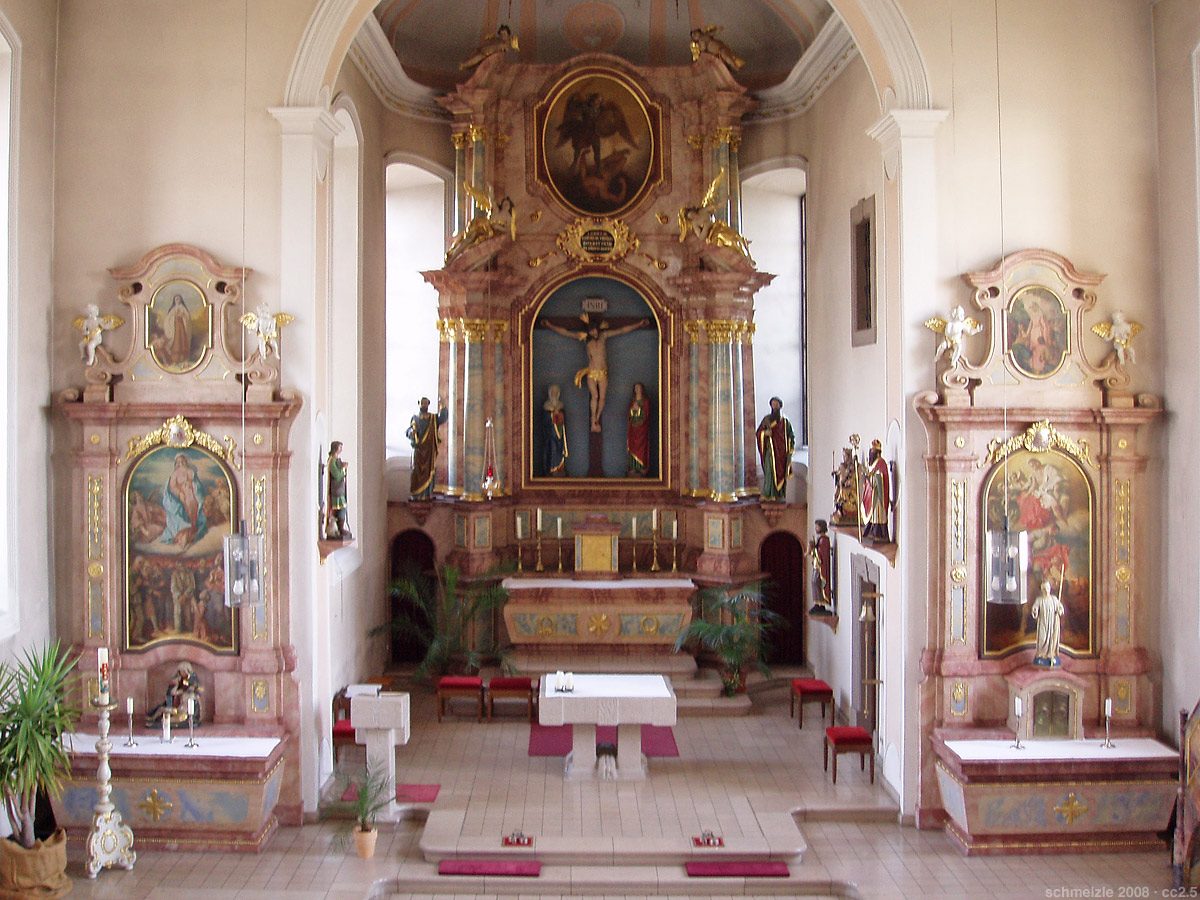
Blick von der Empore zum Chor

Im Inneren der Kirche ist der um drei Stufen erhöhte Chor durch einen Rundbogen vom Langhaus abgetrennt. Im Chor steht der Hochaltar, an den Seitenwänden des Rundbogens zum Chor noch zwei Seitenaltäre. Eine thronende Madonna und eine Pietà aus dem 16. Jahrhundert sowie ein gotischer Taufstein wurden aus dem Vorgängerbauwerk übernommen.
Der barocke Hochaltar wurde nach Fertigstellung des Chores eingebaut, war aber wohl anfangs zu hoch ausgeführt. Am Oberteil des Aufbaus wurden Korrekturen notwendig, damit er nicht in den Chor eingezwängt wirkte. Die ursprünglichen Seitenaltäre der Kirche waren ebenfalls barock ausgeführt, wurden jedoch 1874 gegen neogotische ausgetauscht. Die alten Altäre bewahrte man noch bis 1885 in der Wolfgangskapelle auf, anschließend verheizte man sie. 1939 entfernte man die neogotischen Altäre zu Gunsten noch zu beschaffender alter Barockaltäre, so dass vorläufig nur schlichte Altarunterbauten zu sehen waren. Nach dem Zweiten Weltkrieg waren aber keine alten Altäre der gewünschten Art zu finden, so dass man 1948 auf den alten Unterbauten Seitenaltäre in barockem Stil neu errichtete.

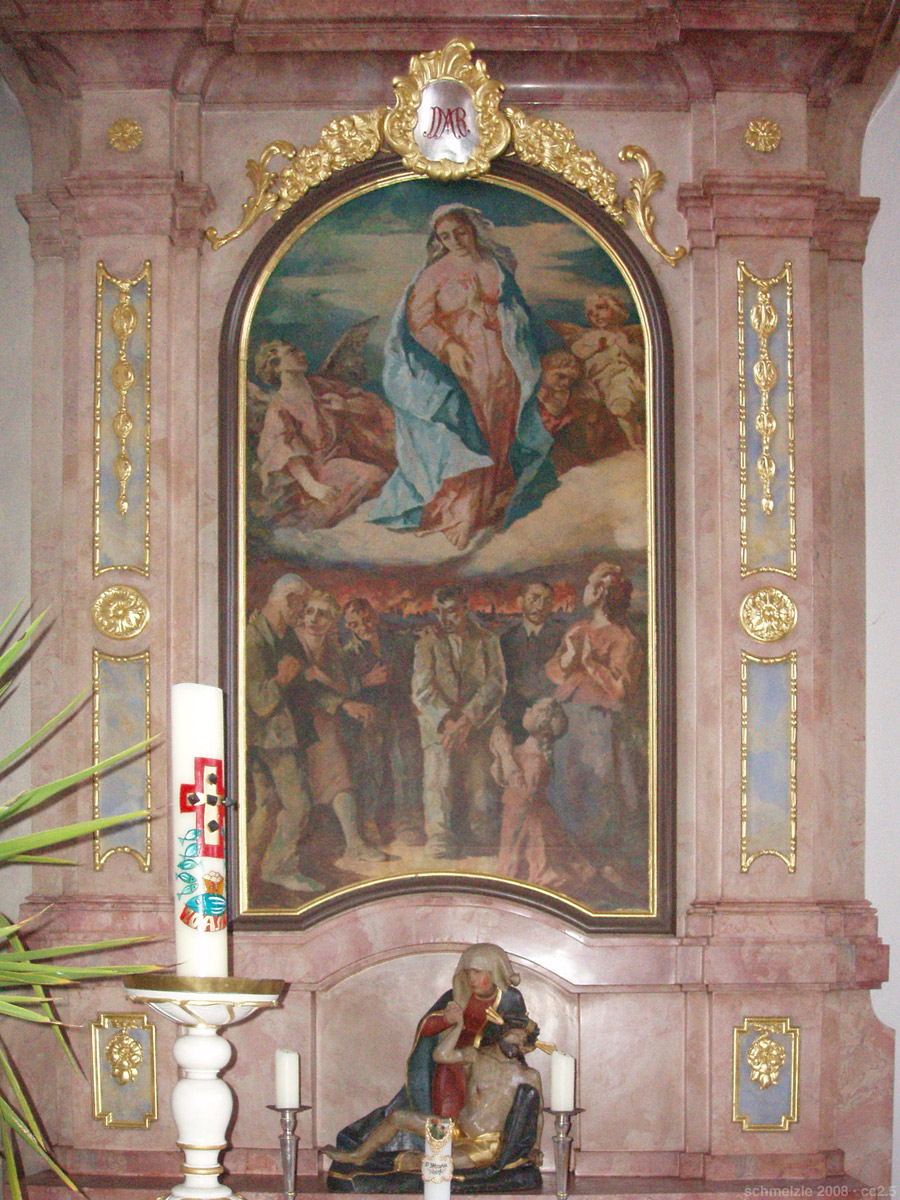
Linker Seitenaltar
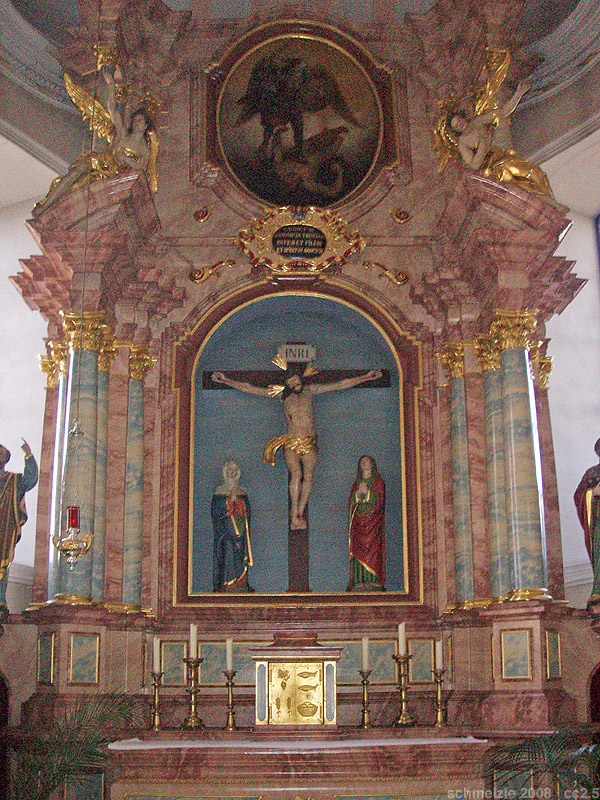
Hochaltar
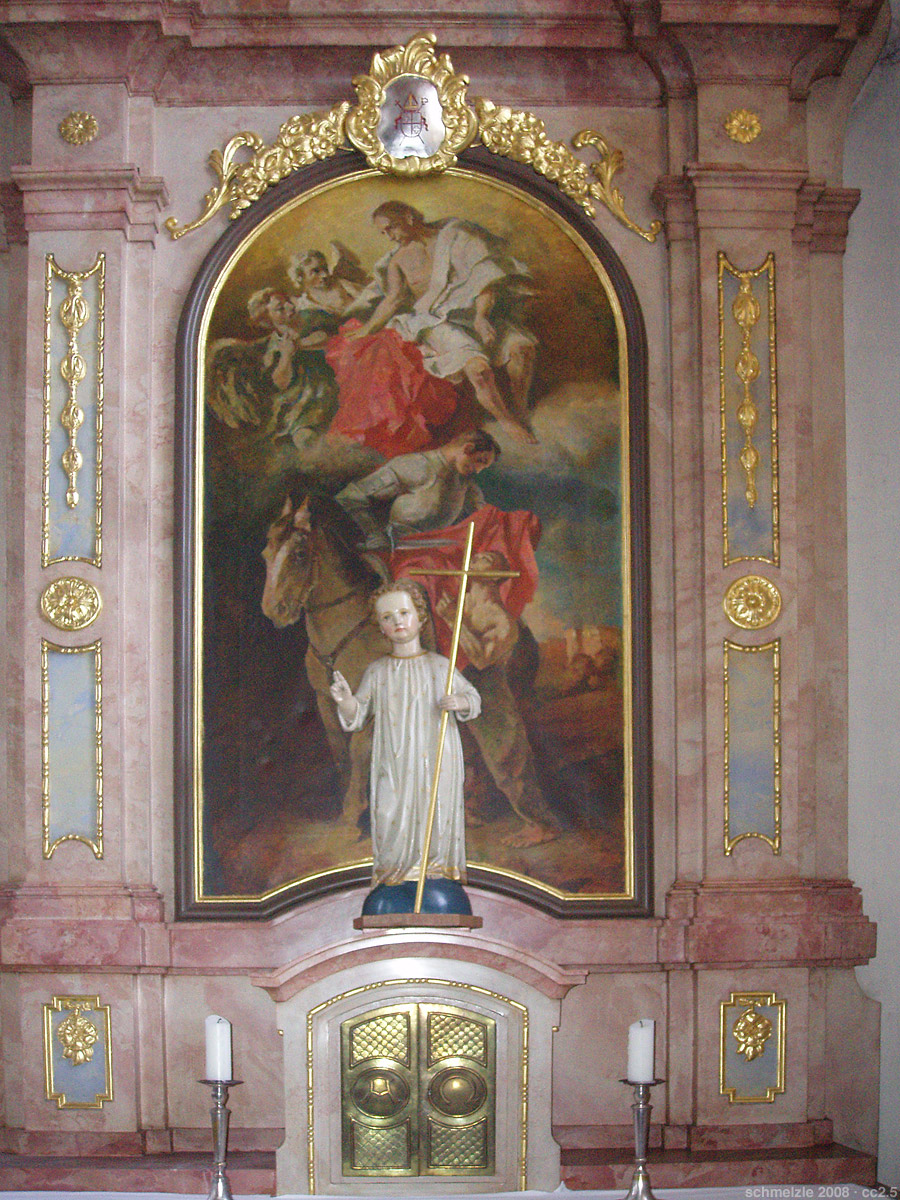
Rechter Seitenaltar

Gegenüber dem Chor steht an der Südwand eine zweistöckige hölzerne Empore, auf deren zweitem Stockwerk sich die Orgel befindet. Empore und Orgel wurden bereits 1858 erwähnt. 1899 wurde eine neue Orgel beschafft, die in der Mitte des zweiten Emporengeschosses aufgestellt wurde. Der enge Einbau der Orgel knapp unter der Decke des Langhauses wurde vielfach bemängelt, doch wurde auch ihre „hochromantische Disposition“ gelobt.
Die Glocken der Kirche wurden mehrfach erneuert, etwa weil im Ersten und Zweiten Weltkrieg alle Glocken bis auf jeweils eine zum Einschmelzen abgeliefert werden mussten. Heute hängen im Kirchturm drei Glocken: die größte Glocke mit der Stimmung fis' sowie die zweitgrößte Glocke mit der Stimmung gis' goss 1949 die Glockengießerei Bachert in Heilbronn. Die kleinste Glocke mit Stimmung h' wurde 1936 bei dem Unternehmen Wolfarth in Lauingen gegossen.

### Renovierung 1978 bis 1986

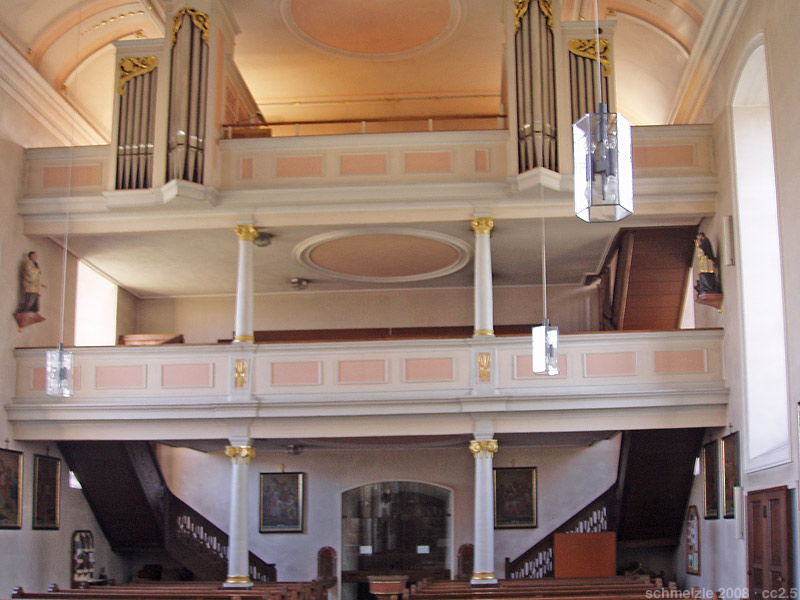
Seit der Renovierung sind die Orgelwerke auf die Seiten der Empore aufgeteilt

In den späten 1970er Jahren wurde eine umfassende Renovierung der Kirche notwendig, die von 1978 bis 1986 andauerte. Im Mauerwerk hatten sich zuvor zahlreiche Risse gebildet und Teile waren ausgebrochen. Wetter und andere Umwelteinflüsse hatten die Sandsteinpartien an der Außenfassade beschädigt. Die Balustrade unterhalb der Schallläden am Turm war stark geschädigt. Holzbalken im Dachstuhl waren faul und von Schädlingen befallen. Die Kirchenbänke waren brüchig, abgenutzt und wurmstichig.
Die Empore hatte erhebliche statische Mängel, unter den Emporenstützen mussten fehlende Fundamente ergänzt, an der Holzkonstruktion mussten die Lastableitung verbessert und geschädigte Teile erneuert werden. Bei den Arbeiten an der Empore wurde auch die Orgelsituation verändert. Die Orgelwerke einer neuen, bei Plum in Marbach am Neckar unter Verwendung von Bauteilen des alten Instruments gebauten Orgel wurden auf die Seiten der Empore aufgeteilt.
Auch der Chor wurde neu gestaltet, wobei ein zu den Gläubigen gewandter steinerner Zelebrationsaltar sowie ein ebenfalls steinerner Ambo eingebaut wurden, um den Anforderungen nach der Liturgiereform zu genügen. Die bildhauerischen Arbeiten führte Alfred Appenzeller aus Horb-Altheim aus.
Die Eingänge wurden in der bisherigen Form erneuert und mit Windfängen versehen, der Beichtstuhl wurde in veränderter Form erneuert und versetzt.
Die gesamte Kirche wurde in der Farbfassung von 1818 neu gestrichen. Man entfernte ein nachträglich eingefügtes Deckengemälde und ging auf die ursprüngliche Gestaltung der Decke mit Deckenspiegeln zurück. Die Altäre und die barocke Kanzel wurden weitgehend belassen, nur das Oberteil des Hochaltars wurde im Hinblick auf die Deckenrestaurierung leicht modifiziert.
Im Zuge der Renovierung erhielt die Sakristei am Turmfuß mit ihren als zu beengend empfundenen 12 m2 einen Anbau, man gestaltete die Aufgangstreppe zum Südportal und die Außenanlagen mit Kriegerdenkmalen und Grotte zur Verehrung der Heiligen Jungfrau von Banneux neu und baute die benachbarte frühere Pfarrscheuer in den Jahren 1978/79 zum Johannes-Bosco-Heim um, einem Veranstaltungsgebäude.
Die Renovierung war mit der Altarweihe und der Einbringung eines neuen Schlusssteins mit Gedenkinschrift im Innenraum der Kirche am Kreuzungspunkt von Längs- und Quergang am 13. April 1986 abgeschlossen. 
Mit der vorgelagerten Mauern- und Treppenanlage, dem benachbarten Pfarrhaus zur rechten sowie der historischen Kelter zur linken Seite, zu der ein Aufgang vorbei an eng gebauten Buttenständen führt, bildet die Michaelskirche heute ein historisches Ensemble.